# Elek Schwartz
Alexandru ("Elek") Schwartz (Temesrekas, 23 oktober 1908 – Haguenau, 2 oktober 2000) was een Roemeens profvoetballer en voetbaltrainer. Hij was van Joodse afkomst en in 1936 nam hij de Franse nationaliteit aan.

## Loopbaan
Schwartz werd geboren in Oostenrijk-Hongarije - in de tijd dat Recaș als Temereskas nog deel uitmaakte van de dubbelmonarchie - en kwam als voetballer oorspronkelijk uit voor Kadima Timișoara. Na een aantal vriendschappelijke wedstrijden met het Roemeens amateurelftal in Frankrijk bleef Schwartz in 1932 in dat land achter. Hij speelde voor Hyères FC, AS Cannes en RC Strasbourg. Na de Tweede Wereldoorlog startte hij zijn trainerscarrière bij Cannes. Schwartz was onder andere werkzaam voor AS Monaco, D.F.C. in Nederland en Rot-Weiss Essen. In 1957 werd hij door de KNVB aangesteld als coach van het Nederlands voetbalelftal. Hij was de eerste coach in dienst van de KNVB die zelf zijn elftal mocht samenstellen, daarvoor bepaalde de zogeheten Keuzecommissie de uitverkorenen.
Schwartz leidde het Nederlands elftal 49 keer, waarin hij tot 19 overwinningen en 18 nederlagen kwam. In 1959 won hij met zijn elftal met 9-1 van België en in 1963 werden achtereenvolgens Frankrijk en Brazilië met 1-0 verslagen. De wisselvalligheid van Oranje in die tijd bleek echter uit nederlagen tegen Denemarken (1962) en Luxemburg (1963). In 1964 nam Schwartz ontslag en tekende hij bij Benfica, dat op dat moment met sterspeler Eusébio speelde. Hij was later nog werkzaam bij Eintracht Frankfurt en 1860 München. In 1977 sloot hij zijn professionele loopbaan af bij RC Strasbourg in Frankrijk, waarna hij nog enkele jaren actief was bij amateurclub SR Haguenau. Tot zijn dood in 2000 woonde hij in Haguenau in de Elzas.

## Erelijst
Als trainer
 SL Benfica
- Campeonato Nacional da Primeira Divisão: 1964/65

 Eintracht Frankfurt
- International Football Cup: 1966/67
- Alpencup: 1967

 RC Strasbourg
- Division 2: 1976/77